# José Pinto Loureiro
José Pinto Loureiro (Nelas, Nelas, 30 de Agosto de 1885 – ?) foi um advogado, jurisconsulto, professor, bibliófilo e político português.

## Biografia
Estudou e formou-se em Direito, em 1912, pela Faculdade de Direito da Universidade de Coimbra, onde teve o accessit à cadeira de Finanças, em que era Professor o Doutor José Marnoco e Sousa.
Exerceu vários cargos públicos: em 1914, foi Presidente da Câmara Municipal de Santa Comba Dão.
Foi, desde 1920, Advogado da Câmara Municipal de Coimbra.
A sua actividade desenvolveu-se, ainda, noutros domínios: foi Director da Biblioteca Municipal de Coimbra desde a sua fundação em 1922, e Professor do Ensino Técnico desde 1923, de Direito Comercial e de Economia Política.
Dedicou-se a estudos Histórico-Jurídicos e coleccionou moedas.
E, em 1926, foi Vogal da Junta Geral do Distrito de Coimbra.
Nos triénios de 1927-1929 e 1933-1935 foi Vogal do Conselho Geral da Ordem dos Advogados Portugueses.
Por incumbência da Ordem dos Advogados Portugueses dirigia, em 1950, a publicação da obra Jurisconsultos Portugueses do Séc. XIX, de que saíra já o 1.º Volume.
Realizou algumas viagens de estudo a Espanha, França e Grã-Bretanha e Irlanda do Norte.
Foi Sócio Efetivo do Instituto de Coimbra, de cuja Direção fazia parte em 1950, e colaborou em numerosos jornais e revistas, nomeadamente "O Primeiro de Janeiro", do Porto, "Revista da Ordem dos Advogados", "Gazeta da Relação de Lisboa", "Revista dos Tribunais" e "Revista Municipal", de Lisboa, e "O Instituto: Revista científica e literária", "Arquivo Coimbrão" e "Revista da Faculdade de Direito da Universidade de Coimbra", de Coimbra.
Casou com Elisa Ferraz Correia e foi pai do Economista Fernando Pinto Loureiro.

### Obras publicadas
Publicou:
- Código do Processo Civil nos Tribunais, 3 Volumes, 1918-19, com a colaboração do Dr. Mário de Almeida[2]
- Código Civil nos Tribunais, 3 Volumes, 1922-4, com a colaboração do Dr. Mário de Almeida[2]
- Novos Subsídios para a Biografia de Camões, 1936[2][1]
- Casa dos Vinte-e-Quatro de Coimbra, estudo histórico-jurídico, 1937[2][1]
- Forais de Coimbra, estudo histórico-jurídico, 1940[2][1]
- O Concelho de Nelas, antiga terra de Senhorim, 1940[2][1]
- Coimbra na Restauração, conferência, 1941[2][1]
- Manual do Inquilinato, 2 Volumes, 1941-2[2][1]
- A Administração Coimbrã no Séc. XVI, 1942[2][1]
- O Jurisconsulto Manuel de Almeida e Sousa, 1942[2][1]
- Manuel dos Direitos de Preferência, 2 Volumes, 1944-5[2][1]
- Expropriações por Utilidade Pública, 1945[2]
- Tratado da Locação, 3 Volumes, 1946-7[2][1]

Foi, também, colaborador da Grande Enciclopédia Portuguesa e Brasileira.